# 阿納巴爾區 (諾魯)
阿納巴爾區（英語：Anabar District）是太平洋島國諾魯的一個行政區，位於諾魯島的東北部。諾魯的Anabar一詞是指“硬石”，這裡指的大概是小面積的農田在這一領域。地理上，阿納巴爾的東北面毗鄰太平洋，西面與阿内坦区、埃瓦區、拜齐区相連接，南面為伊朱乌区和阿尼巴雷区。平均海拔25公尺（最高海拔40米）。阿納巴爾區是屬於阿納巴爾選區。
阿納巴爾區有一處鹹水潟湖，在該區的山腳處，把阿納巴爾沿岸的平原分開為兩部分。

## 最早的村落
Adibor、Aeibur、Anabar、Araro、Areb、Atebar、Atibuyinor、Atowong、Bagetareor、Bodeadi、Eaterieri、Imweteyung、Wereda、Yaterangia 和 Yuwinengin，共15個。